# US Open 2009
Gli US Open 2009 sono stati un torneo di tennis giocato all'USTA Billie Jean King National Tennis Center di Flushing Meadows a New York, sul cemento DecoTurf. È stata la 129ª edizione degli US Open e quarta e ultima prova del Grande Slam del 2009.
Lo svizzero Roger Federer era il detentore del titolo, ma ha perso in finale contro Juan Martín del Potro, che si è così aggiudicato il suo primo titolo del singolare maschile. Serena Williams era la detentrice del titolo femminile, ma è stata battuta in semifinale da Kim Clijsters, che poi ha vinto anche in finale contro Caroline Wozniacki conquistando il titolo.

## Sommario
Il titolo del singolare maschile è andato a Juan Martín del Potro, che ha battuto al 1º turno il connazionale Juan Mónaco in tre set. Nel 2º turno ha battuto l'austriaco Jürgen Melzer battendolo in tre set. Al terzo turno ha incontrato un altro austriaco, Daniel Köllerer, battuto in quattro set. Nel 4º turno ha battuto in tre set Juan Carlos Ferrero. Nei quarti di finale, dopo aver perso il primo set l'argentino ha avuto la meglio sul croato Marin Čilić battendolo in quattro set. In semifinale ha sconfitto con un netto per 6–2, 6–2, 6–2 Rafael Nadal e in finale ha battuto il numero uno del mondo Roger Federer.
Nel singolare femminile il titolo è andato a Kim Clijsters che ha preso parte agli US Open grazie agli organizzatori che le hanno concesso una wild-card, evitandole le qualificazioni Dopo aver battuto al primo turno Viktorija Kutuzova, al secondo turno ha sconfitto la francese Marion Bartoli. Ha battuto anche la connazionale Kirsten Flipkens per poi sconfiggere agli ottavi di finale Venus Williams. Si è ripetuta ai quarti con la cinese Li Na e in semifinale ha battuto in due set Serena Williams. Nella finale ha battuto per 7–5, 6–3 la danese Caroline Wozniacki.

## Programma del torneo
Il torneo si è svolto in 15 giornate divise in due settimane

| SINGOLARI SENIORS |                                                        |                                                                            |
| Data              | Evento                                                 | Campi                                                                      |
| 31 agosto 2009    | Primo turno maschile e femminile                       | Arthur Ashe Stadium, Louis Armstrong Stadium, Grandstand, campi secondari. |
| 1º settembre 2009 | Primo turno maschile e femminile                       | Arthur Ashe Stadium, Louis Armstrong Stadium, Grandstand, campi secondari. |
| 2 settembre 2009  | Secondo turno maschile e femminile                     | Arthur Ashe Stadium, Louis Armstrong Stadium, Grandstand, campi secondari. |
| 3 settembre 2009  | Secondo turno maschile e femminile                     | Arthur Ashe Stadium, Louis Armstrong Stadium, Grandstand, campi secondari. |
| 4 settembre 2009  | Secondo turno maschile e Terzo turno femminile         | Arthur Ashe Stadium, Louis Armstrong Stadium, Grandstand, campi secondari. |
| 5 settembre 2009  | Terzo turno maschile e femminile                       | Arthur Ashe Stadium, Louis Armstrong Stadium, Grandstand, campi secondari. |
| 6 settembre 2009  | Ottavi di finale femminili e terzo turno maschile      | Arthur Ashe Stadium, Louis Armstrong Stadium, Grandstand                   |
| 7 settembre 2009  | Ottavi di finale femminili e maschili                  | Arthur Ashe Stadium, Louis Armstrong Stadium, Grandstand                   |
| 8 settembre 2009  | Quarti di finale femminili e Ottavi di finale maschili | Arthur Ashe Stadium, Louis Armstrong Stadium, Grandstand                   |
| 9 settembre 2009  | Quarti di finale femminili e maschili                  | Arthur Ashe Stadium, Louis Armstrong Stadium                               |
| 10 settembre 2009 | Quarti di finale maschili e Finale doppio misto        | Arthur Ashe Stadium, Louis Armstrong Stadium                               |
| 11 settembre 2009 | Nessun incontro                                        |                                                                            |
| 12 settembre 2009 | Finale doppio maschile e seminifinali femminili        | Arthur Ashe Stadium, Louis Armstrong Stadium                               |
| 13 settembre 2009 | Seminifinali maschili e finale femminile               | Arthur Ashe Stadium, Louis Armstrong Stadium                               |
| 14 settembre 2009 | Finale maschile e Finale doppio femminile              | Arthur Ashe Stadium                                                        |

## Qualificazioni e sorteggio
Le qualificazioni per accedere ai tabelloni principali del torneo si sono svolte tra il 25 e il 30 agosto 2009. In tre turni si sono qualificati:

### Singolare maschile
1. Thomaz Bellucci
2. Horacio Zeballos
3. Michael Yani
4. Marsel İlhan
5. Josselin Ouanna
6. Jesse Witten
7. Dieter Kindlmann
8. Alejandro Falla
9. Peter Polansky
10. Michael Berrer
11. Juan Pablo Brzezicki
12. Carsten Ball
13. Marco Chiudinelli
14. Giovanni Lapentti
15. Donald Young
16. Somdev Devvarman

### Singolare femminile
1. Chang Kai-chen
2. Anastasija Rodionova
3. Yurika Sema
4. Marta Domachowska
5. Angelique Kerber
6. Monique Adamczak
7. Eva Hrdinová
8. Petra Martić
9. Shenay Perry
10. Vesna Manasieva
11. Carly Gullickson
12. Barbora Záhlavová-Strýcová
13. Marija Korytceva
14. Valérie Tétreault
15. Camille Pin
16. Yvonne Meusburger

Il 27 agosto 2009 sono stati effettuati i sorteggi dei tornei del singolare maschile e femminile.

## Wildcard
Le wild card sono state assegnate come di consueto a molti tennisti statunitensi: 

### Singolare maschile
- Devin Britton
- Chase Buchanan
- Taylor Dent
- Brendan Evans
- Jesse Levine
- Ryan Sweeting
- Chris Guccione
- Michaël Llodra

### Singolare femminile
- Gail Brodsky
- Mallory Cecil
- Alexa Glatch
- Vania King
- Christina McHale
- Kim Clijsters
- Kristina Mladenovic
- Olivia Rogowska

## Tennisti partecipanti ai singolari
- Singolare maschile

| Campione                   | Campione                  | Finalista           | Finalista         |
| -------------------------- | ------------------------- | ------------------- | ----------------- |
| Juan Martín del Potro (6)  | Juan Martín del Potro (6) | Roger Federer (1)   | Roger Federer (1) |
| Eliminati in semifinale    |                           |                     |                   |
| N Đoković (4)              | N Đoković (4)             | R Nadal (3)         | R Nadal (3)       |
| Eliminati ai quarti        |                           |                     |                   |
| R Söderling (12)           | F Verdasco (10)           | F González (11)     | M Čilić (16)      |
| Eliminati agli ottavi      |                           |                     |                   |
| T Robredo (14)             | N Davydenko (8)           | R Štěpánek (15)     | J Isner           |
| J-W Tsonga (7)             | G Monfils (13)            | JC Ferrero (24)     | A Murray (2)      |
| Eliminati al terzo turno   |                           |                     |                   |
| L Hewitt (31)              | J Blake (21)              | S Querrey           | M Chiudinelli     |
| J Witten                   | P Kohlschreiber (23)      | T Haas (20)         | A Roddick (5)     |
| J Benneteau                | T Berdych (17)            | J Acasuso           | N Almagro (32)    |
| D Köllerer                 | G Simon (9)               | D Istomin           | T Dent            |
| Eliminati al secondo turno |                           |                     |                   |
| S Greul                    | JI Chela                  | O Rochus            | G García López    |
| M Granollers               | K Kim                     | M Južnyj            | J Hernych         |
| C Ball                     | M González                | S Devvarman         | L Mayer           |
| F Serra                    | R Kendrick                | M İlhan             | M Gicquel         |
| J Nieminen                 | V Troicki (30)            | H Zeballos          | J Ouanna          |
| A Beck                     | D Ferrer (18)             | R Ginepri           | N Kiefer          |
| J Melzer                   | P Cuevas                  | P Petzschner        | T Bellucci        |
| J Levine                   | N Lapentti                | I Navarro           | P Capdeville      |
| Eliminati al primo turno   |                           |                     |                   |
| D Britton                  | G Lapentti                | Ó Hernández         | T Alves           |
| R Ramírez Hidalgo          | I Kunicyn                 | P Polansky          | D Young           |
| A Montañés                 | M Zverev                  | D Sela              | M Yani            |
| P-H Mathieu (26)           | P Starace                 | R Schüttler         | D Kindlmann       |
| I Ljubičić                 | JP Brzezicki              | K Beck              | I Andreev (29)    |
| A Seppi                    | F Gil                     | A Golubev           | S Bolelli         |
| B Becker                   | J Tipsarević              | M Vassallo Argüello | A Falla           |
| V Hănescu (28)             | C Rochus                  | D Tursunov          | B Phau            |
| C Buchanan                 | F Fognini                 | F Cipolla           | P Luczak          |
| W Odesnik                  | M Berrer                  | R Ram               | N Massú           |
| J Chardy                   | E Korolëv                 | M Daniel            | A Martín          |
| S Darcis                   | A Pavel                   | M Llodra            | R Gasquet         |
| J Mónaco                   | M Safin                   | C Guccione          | R Machado         |
| F Santoro                  | S Stachovs'kyj            | Y-H Lu              | D Gimeno Traver   |
| R Sweeting                 | T Gabašvili               | B Evans             | S Wawrinka (19)   |
| I Karlović (27)            | F López                   | V Crivoi            | E Gulbis          |

- Singolare femminile

| Campionessa                | Campionessa             | Finalista          | Finalista           |
| -------------------------- | ----------------------- | ------------------ | ------------------- |
| K Clijsters wc             | K Clijsters wc          | C Wozniacki (9)    | C Wozniacki (9)     |
| Eliminate in semifinale    |                         |                    |                     |
| Y Wickmayer                | Y Wickmayer             | S Williams (2)     | S Williams (2)      |
| Eliminate ai quarti        |                         |                    |                     |
| K Bondarenko               | M Oudin                 | N Li (18)          | F Pennetta (10)     |
| Eliminate agli ottavi      |                         |                    |                     |
| P Kvitová                  | G Dulko                 | N Petrova (13)     | S Kuznecova (6)     |
| F Schiavone (26)           | V Williams (3)          | V Zvonarëva (7)    | D Hantuchová (22)   |
| Eliminate al terzo turno   |                         |                    |                     |
| D Safina (1)               | S Errani                | A Rodionova        | J Švedova           |
| M Šarapova (29)            | J Zheng (21)            | S Cîrstea (24)     | S Peer              |
| V Azaranka (8)             | M Kirilenko             | K Flipkens         | M Rybáriková        |
| E Vesnina (31)             | A Wozniak               | V King             | MJ Martínez Sánchez |
| Eliminate al secondo turno |                         |                    |                     |
| K Barrois                  | T Garbin                | P Schnyder (19)    | S Peng              |
| S Perry                    | S Lisicki (23)          | A Bondarenko (30)  | J Janković (5)      |
| E Dement'eva (4)           | C McHale                | A Cornet           | J Coin              |
| P Martić                   | S Dubois                | C Suárez Navarro   | A Sevastova         |
| B Záhlavová-Strýcová       | S Vögele                | M Larcher de Brito | A Radwańska (12)    |
| M Bartoli (14)             | A Medina Garrigues (20) | K-C Chang          | B Mattek-Sands      |
| A Čakvetadze               | J Craybas               | A Mauresmo (17)    | S Mirza             |
| S Stosur (15)              | T Bacsinszky            | A Kerber           | M Czink             |
| Eliminate al primo turno   |                         |                    |                     |
| O Rogowska                 | U Radwańska             | M Cecil            | A Klejbanova (27)   |
| L Šafářová                 | A Rus                   | J Groth            | V Razzano (16)      |
| A Ivanović (11)            | M Niculescu             | L Domínguez Lino   | A Rezaï             |
| A Kudrjavceva              | E Makarova              | M Zec Peškirič     | R Vinci             |
| C Pin                      | A Pavljučenkova         | P Hercog           | C Pironkova         |
| A-L Grönefeld              | M Adamczak              | E Hrdinová         | K Srebotnik         |
| G Voskoboeva               | S Brémond Beltrame      | K Mladenovic       | A Morita            |
| A Szávay (32)              | V Lepchenko             | T Tanasugarn       | J Görges            |
| A Dulgheru                 | M Domachowska           | A Brianti          | Y Meusburger        |
| IR Olaru                   | M Johansson             | M Korytceva        | P Mayr              |
| R de los Ríos              | V Kutuzova              | J Dokić            | G Brodsky           |
| K Kanepi (25)              | V Tétreault             | I Benešová         | V Duševina          |
| N Llagostera Vives         | Y Sema                  | C Gullickson       | L Hradecká          |
| T Maria                    | L Granville             | O Govorcova        | E Gallovits         |
| A Sugiyama                 | N Jakimava              | V Manasieva        | M Shaughnessy       |
| S Bammer (28)              | A Petković              | ME Camerin         | A Glatch            |

## Seniors

### Singolare maschile
Juan Martín del Potro ha sconfitto in finale  Roger Federer con il punteggio di 3–6, 7–6(5), 4–6, 7–6(4), 6–2.
|  | Quarti di finale | Quarti di finale      | Quarti di finale      | Quarti di finale  | Quarti di finale | Quarti di finale | Quarti di finale |  |  | Semifinali | Semifinali            | Semifinali            | Semifinali            | Semifinali | Semifinali | Semifinali |   |   | Finale | Finale        | Finale | Finale | Finale | Finale | Finale |  |
|  |                  |                       |                       |                   |                  |                  |                  |  |  |            |                       |                       |                       |            |            |            |   |   |        |               |        |        |        |        |        |  |
|  | 1                | Roger Federer         | Roger Federer         | 6                 | 6                | 6                | 7                |  |  |            |                       |                       |                       |            |            |            |   |   |        |               |        |        |        |        |        |  |
|  | 12               | Robin Söderling       | Robin Söderling       | 3                 | 0                | 7                | 6                |  |  | 1          | Roger Federer         | Roger Federer         | Roger Federer         | 7          | 7          | 7          |   |   |        |               |        |        |        |        |        |  |
|  | 4                | Novak Đoković         | Novak Đoković         | 7                 | 1                | 7                | 6                |  |  | 4          | Novak Đoković         | Novak Đoković         | Novak Đoković         | 63         | 5          | 5          |   |   |        |               |        |        |        |        |        |  |
|  | 10               | Fernando Verdasco     | Fernando Verdasco     | 62                | 6                | 5                | 2                |  |  |            |                       |                       |                       |            |            |            |   |   | 1      | Roger Federer | 6      | 65     | 6      | 64     | 2      |  |
|  | 11               | Fernando González     | Fernando González     | Fernando González | 64               | 62               | 0                |  |  |            |                       | 6                     | Juan Martín del Potro | 3          | 7          | 4          | 7 | 6 |        |               |        |        |        |        |        |  |
|  | 3                | Rafael Nadal          | Rafael Nadal          | Rafael Nadal      | 7                | 7                | 6                |  |  | 3          | R Nadal               | R Nadal               | R Nadal               | 2          | 2          | 2          |   |   |        |               |        |        |        |        |        |  |
|  | 6                | Juan Martín del Potro | Juan Martín del Potro | 4                 | 6                | 6                | 6                |  |  | 6          | Juan Martín del Potro | Juan Martín del Potro | Juan Martín del Potro | 6          | 6          | 6          |   |   |        |               |        |        |        |        |        |  |
|  | 16               | Marin Čilić           | Marin Čilić           | 6                 | 3                | 2                | 1                |  |  |            |                       |                       |                       |            |            |            |   |   |        |               |        |        |        |        |        |  |

### Singolare femminile
Kim Clijsters ha sconfitto in finale  Caroline Wozniacki con il punteggio di 7–5, 6–3.
|  | Quarti di finale | Quarti di finale    | Quarti di finale    | Quarti di finale | Quarti di finale |  |  | Semifinali | Semifinali         | Semifinali         | Semifinali    | Semifinali    |   |   | Finale | Finale             | Finale             | Finale | Finale |  |
|  |                  |                     |                     |                  |                  |  |  |            |                    |                    |               |               |   |   |        |                    |                    |        |        |  |
|  |                  | Yanina Wickmayer    | Yanina Wickmayer    | 7                | 6                |  |  |            |                    |                    |               |               |   |   |        |                    |                    |        |        |  |
|  |                  | Kateryna Bondarenko | Kateryna Bondarenko | 5                | 4                |  |  |            | Yanina Wickmayer   | Yanina Wickmayer   | 3             | 3             |   |   |        |                    |                    |        |        |  |
|  |                  | Melanie Oudin       | Melanie Oudin       | 2                | 2                |  |  | 9          | Caroline Wozniacki | Caroline Wozniacki | 6             | 6             |   |   |        |                    |                    |        |        |  |
|  | 9                | Caroline Wozniacki  | Caroline Wozniacki  | 6                | 6                |  |  |            |                    |                    |               |               |   |   | 9      | Caroline Wozniacki | Caroline Wozniacki | 5      | 3      |  |
|  | 18               | Li Na               | Li Na               | 2                | 4                |  |  |            |                    | WC                 | Kim Clijsters | Kim Clijsters | 7 | 6 |        |                    |                    |        |        |  |
|  | WC               | Kim Clijsters       | Kim Clijsters       | 6                | 6                |  |  | WC         | Kim Clijsters      | Kim Clijsters      | 6             | 7             |   |   |        |                    |                    |        |        |  |
|  | 10               | Flavia Pennetta     | Flavia Pennetta     | 4                | 3                |  |  | 2          | Serena Williams    | Serena Williams    | 4             | 5             |   |   |        |                    |                    |        |        |  |
|  | 2                | Serena Williams     | Serena Williams     | 6                | 6                |  |  |            |                    |                    |               |               |   |   |        |                    |                    |        |        |  |

### Doppio maschile
Lukáš Dlouhý e  Leander Paes hanno sconfitto in finale  Mahesh Bhupathi e  Mark Knowles con il punteggio di 3–6, 6–3, 6–2.
|  | Quarti di finale | Quarti di finale             | Quarti di finale            | Quarti di finale | Quarti di finale |  |  | Semifinali | Semifinali                   | Semifinali                   | Semifinali                   | Semifinali |   |   | Finale | Finale                    | Finale | Finale | Finale |  |
|  |                  |                              |                             |                  |                  |  |  |            |                              |                              |                              |            |   |   |        |                           |        |        |        |  |
|  | 1                | Bob Bryan Mike Bryan         | Bob Bryan Mike Bryan        | 6                | 7                |  |  |            |                              |                              |                              |            |   |   |        |                           |        |        |        |  |
|  |                  | Carsten Ball Chris Guccione  | Carsten Ball Chris Guccione | 4                | 62               |  |  | 1          | Bob Bryan Mike Bryan         | 4                            | 6                            | 6          |   |   |        |                           |        |        |        |  |
|  | 4                | Lukáš Dlouhý Leander Paes    | 6                           | 5                | 6                |  |  | 4          | Lukáš Dlouhý Leander Paes    | 6                            | 3                            | 7          |   |   |        |                           |        |        |        |  |
|  | 7                | Wesley Moodie Dick Norman    | 3                           | 7                | 4                |  |  |            |                              |                              |                              |            |   |   | 4      | Lukáš Dlouhý Leander Paes | 3      | 6      | 6      |  |
|  |                  | Ivan Ljubičić Michaël Llodra | 4                           | 6                | 64               |  |  |            |                              | 3                            | Mahesh Bhupathi Mark Knowles | 6          | 3 | 2 |        |                           |        |        |        |  |
|  | 3                | Mahesh Bhupathi Mark Knowles | 6                           | 4                | 7                |  |  | 3          | Mahesh Bhupathi Mark Knowles | Mahesh Bhupathi Mark Knowles | 6                            | 6          |   |   |        |                           |        |        |        |  |
|  | 5                | Maks Mirny Andy Ram          | 64                          | 6                | 6                |  |  | 5          | Maks Mirny Andy Ram          | Maks Mirny Andy Ram          | 4                            | 2          |   |   |        |                           |        |        |        |  |
|  | 2                | Daniel Nestor Nenad Zimonjić | 7                           | 4                | 0                |  |  |            |                              |                              |                              |            |   |   |        |                           |        |        |        |  |

### Doppio femminile
Serena Williams e  Venus Williams hanno sconfitto in finale  Cara Black e  Liezel Huber con il punteggio di 6–2, 6–2.

### Doppio misto
Carly Gullickson e  Travis Parrott hanno sconfitto in finale  Cara Black e  Leander Paes con il punteggio di 6–2, 6–4.
|  | Semifinali | Semifinali                      | Semifinali                      | Semifinali | Semifinali |  |  | Finale | Finale                          | Finale                          | Finale | Finale |  |
|  |            |                                 |                                 |            |            |  |  |        |                                 |                                 |        |        |  |
|  | 1          | Liezel Huber Mahesh Bhupathi    | Liezel Huber Mahesh Bhupathi    | 3          | 4          |  |  |        |                                 |                                 |        |        |  |
|  |            | Carly Gullickson Travis Parrott | Carly Gullickson Travis Parrott | 6          | 6          |  |  |        | Carly Gullickson Travis Parrott | Carly Gullickson Travis Parrott | 6      | 6      |  |
|  | 5          | Hsieh Su-wei Kevin Ullyett      | 2                               | 6          | [5]        |  |  | 2      | Cara Black Leander Paes         | Cara Black Leander Paes         | 2      | 4      |  |
|  | 2          | Cara Black Leander Paes         | 6                               | 3          | [10]       |  |  |        |                                 |                                 |        |        |  |

## Junior

### Singolare ragazzi
Bernard Tomić ha battuto in finale  Chase Buchanan con il punteggio di 6–1, 6–3.

### Singolare ragazze
Heather Watson ha battuto in finale  Yana Buchina con il punteggio di 6–4, 6–1.

### Doppio ragazzi
Márton Fucsovics /  Hsieh Cheng-peng hanno battuto in finale  Julien Obry /  Adrien Puget con il punteggio di 7–6(5), 5–7, [10–1].

### Doppio ragazze
Valerija Solov'ëva /  Maryna Zanevs'ka hanno battuto in finale  Elena Bogdan /  Noppawan Lertcheewakarn con il punteggio di 1–6, 6–3 [10–7].

## Carrozzina

### Singolare maschile in carrozzina
Shingo Kunieda ha battuto in finale  Maikel Scheffers con il punteggio di 6–0, 6–0.

### Singolare femminile in carrozzina
Esther Vergeer ha battuto in finale  Korie Homan con il punteggio di 6–0, 6–0.

### Doppio maschile in carrozzina
Stephane Houdet /  Stefan Olsson hanno battuto in finale  Maikel Scheffers /  Ronald Vink con il punteggio di 6–4, 4–6, 6–4.

### Doppio femminile in carrozzina
Korie Homan /  Esther Vergeer hanno battuto in finale  Daniela DiToro /  Florence Gravellier con il punteggio di 6–2, 6–2.

### Quad singolare
Peter Norfolk ha battuto in finale  David Wagner con il punteggio di 6–3, 3–6, 6–3.

### Quad doppio
Nick Taylor /  David Wagner hanno battuto in finale  Johan Andersson /  Peter Norfolk con il punteggio di 6–1, 6(5)–7, 6–3.